# Magistralni put M11 (Montenegro)
Der Magistralni put M11 ist eine Nationalstraße in Montenegro, die die Stadt Tivat erschließt. Die Länge der Straße beträgt 10,1 Kilometer. Sie ist damit die kürzeste Magistralstraße des Landes.

## Verlauf

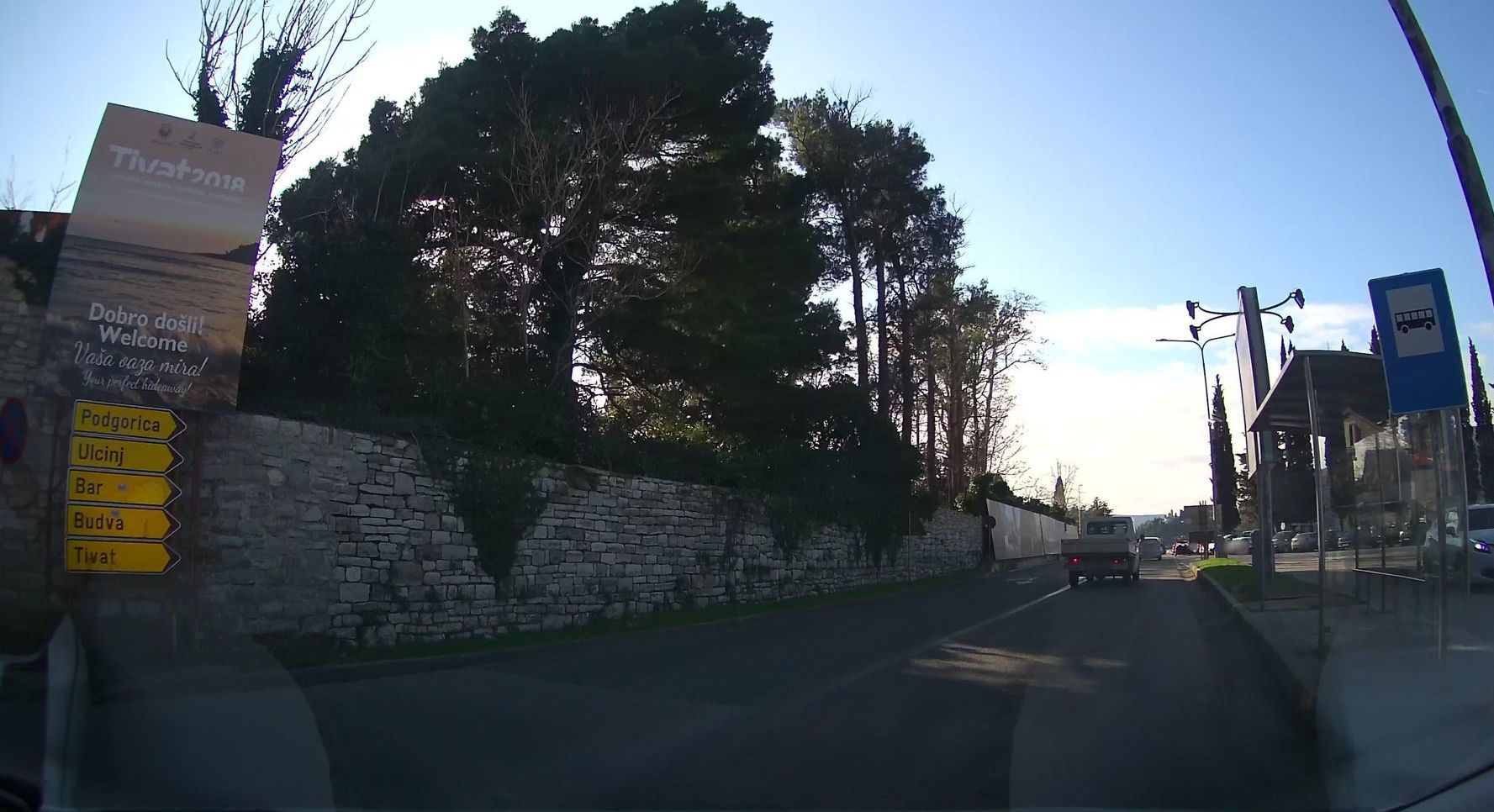
Lepetane (Aufnahme 2019)

Der M11 beginnt als Abzweigung vom Magistralni put M1 beim Flughafen Tivat. Sie führt entlang des Flughafens nach Norden nach Tivat. Sie quert den Ort und endet in Lepetane bei der Fähre nach Kamenari, wo die M1 (Europastraßen 65 und 80) verläuft.

## Frühere Bezeichnungen
Der M11 trägt diese Bezeichnung seit der Neuordnung des montenegrinischen Straßenwesens im Jahr 2016. Er war ursprünglich Teil des noch aus der Zeit der SFR Jugoslawien stammenden (alten) M2, der Jadranska Magistrala. Als dieser später auf der Trasse des früheren Regionalni put 22 um die Bucht von Kotor herumgeleitet wurde, wurde die Strecke von der Fähre Kamenari–Lepetane über Tivat und den Flughafen Tivat im Jahr 2014 zum Magistralni put 2-1 aufgestuft. Im Jahr 2016 erhielt er die Bezeichnung M11.